# Augaptilus anceps
Augaptilus anceps is een eenoogkreeftjessoort uit de familie van de Augaptilidae. De wetenschappelijke naam van de soort is voor het eerst geldig gepubliceerd in 1908 door Farran.